# Sawada Shōjirō

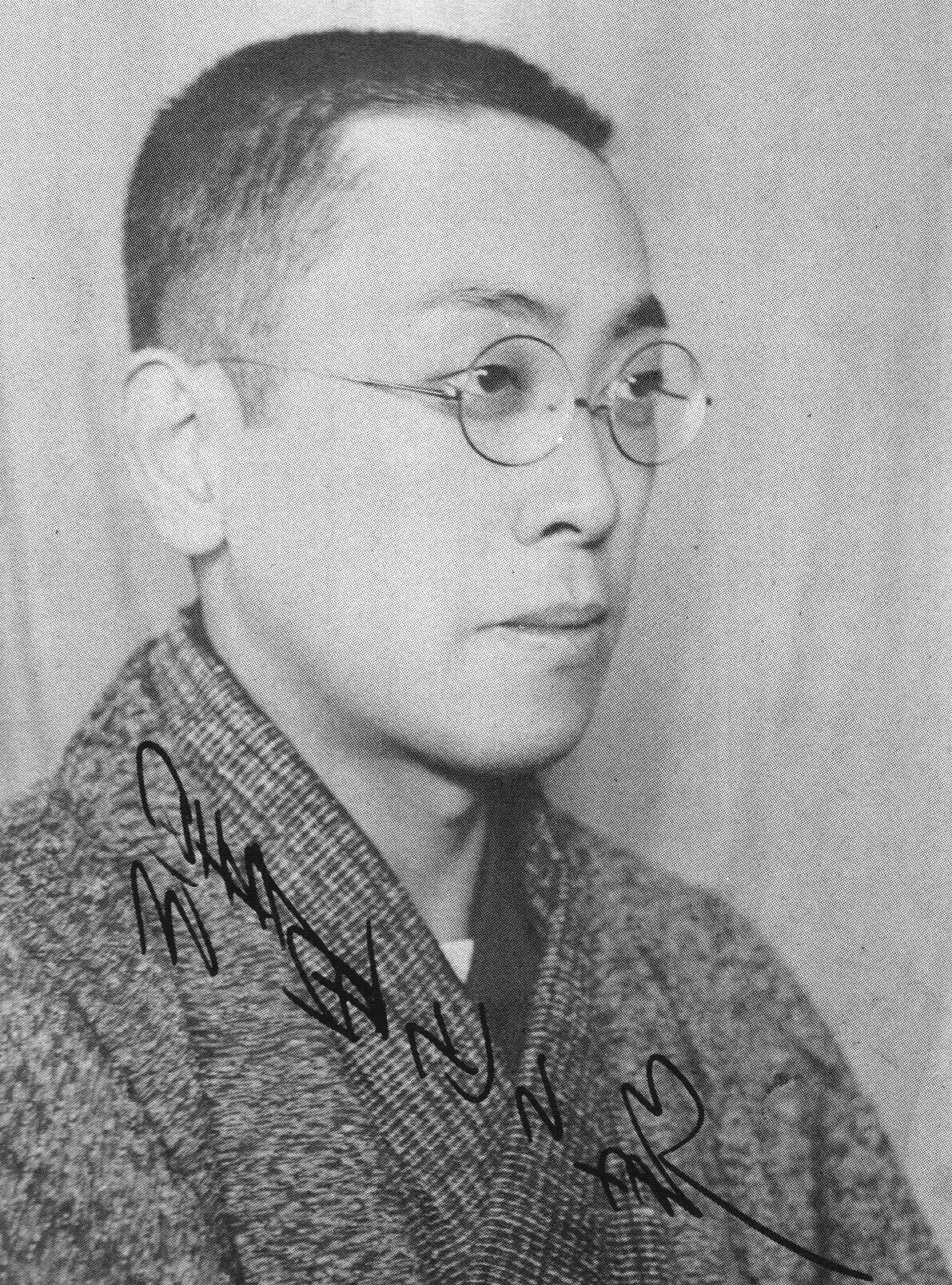
Sawada Shōjirō

Sawada Shōjirō (japanisch 澤田 正二郞; geboren 27. Mai 1892 in Ōtsu (Präfektur Shiga); gestorben 4. März 1929) war ein japanischer Theaterschauspieler, verehrend „Sawashō“ (澤正) genannt.

## Leben und Wirken
Sawada Shōjirō wurde in Ōtsu geboren, aber als er mit 3 Jahren seinen Vater verlor, zog die Familie nach Tokio. Er machte seinen Studienabschluss an der Waseda-Universität, wo er einer der ersten war, der von Tsubouchi Shōyō entdeckt wurde und kleinere Rollen im „Neuen Theaterstil“ (新劇, Shingeki) der „Bungei kyōkai“ (文芸協会) bekam. Als die Bungei Kyōkei sich auflöste, schloss sich Sawada 1913 dem Geijutsuza (芸術座) von Matsui Sumako an, verließ die Truppe jedoch nach Auseinandersetzungen mit Matsui 1914.
Er schloss sich dann dem (新時代劇協会) dann dem (近代劇協会) an, kehrte schließlich zum Geijutsuza zurück. Er war dort wieder nicht zufrieden und 1917 brachte er mit der Unterstützung des Filmunternehmens Shochiku die Gruppe „Shinkokugeki“ (新国劇) zusammen, deren Stil ein breiteres Publikum ansprach. Im April desselben Jahres fiel jedoch sein Auftritt im „Shintomiza“ (新富座) durch. Er wechselte ins Kansai-Gebiet, arbeitete an seinen Auftritten, bis er eine außergewöhnlich schnelle  Schwerhandhabung darstellen konnte, die das Publikum begeisterte. Von dieser Zeit an wurde er verehrend „Sawashō“ genannt. Nach 1½ Jahren war auf Grund der großen Nachfrage die „Shinkokugeki“-Gruppe mit 120 Mitgliedern außergewöhnlich groß geworden. 1921 trat die Gruppe in Tokio im  „Meijiza“ (明治座) mit Erfolg auf. Ab da war die Gruppe in den Theatern im Asakusa-Stadtteil regelmäßig zu sehen. 
Sawada vertrat das Motto „Einerseits Kunst – andererseits Massengeschmack“ (右に芸術、左に大衆, Migi ni geijutsu, hidari ni taishu). Er trat in „Tsukigata Hampeita“ (月形半平太), „Kunisada Chūji“ (国定忠治), „Daibosatsu tōge“ (大菩薩峠), „Shirano Benjūrō“ (白野弁十郎) und anderen Stücken auf, überarbeitete Werke von Yamamoto Yūzō, wie „Eiji koroshi“ (嬰児殺し) oder „Tsumi to batsu“ (罪と罰) – „Schuld und Sühne“ für die Bühne. Er war als brillanter Schauspieler und Stückeschreiber aktiv, starb jedoch plötzlich im Alter von 36 Jahren an einer Mittelohrentzündung.